# المطر الأرجواني (فلم)
المطر الأرجواني (بالإنجليزية: Purple Rain) هو فيلم دراما تم إنتاجه في الولايات المتحدة وصدر في سنة 1984.

## بطولة
- برنس (موسيقي)

### ترشيحات وجوائز
| السنة | الحدث  | الفئة               | النتيجة  |
| ----- | ------ | ------------------- | -------- |
|       | أوسكار | أفضل موسيقى تصويرية | فـــــوز |

## الميزانية والإيرادات
حقق أرباحا تقدر بـ 68,392,977 دولار.

## وصلات خارجية
- مقالات تستعمل روابط فنية بلا صلة مع ويكي بيانات

1. ↑  "AFI's Greatest Movie Musicals Nominees" (PDF). مؤرشف من الأصل (PDF) في 2018-07-30. اطلع عليه بتاريخ 2016-08-13.
2. ↑  'Purple Rain:' Still Brilliant 30 Years Later- essence.com. June 25, 2014. Retrieved April 25, 2016. نسخة محفوظة 15 يناير 2017 على موقع واي باك مشين.
3. ↑  Jacob Kleinman. "The Park Slope man who saved 'Purple Rain'!". The Brooklyn Paper. مؤرشف من الأصل في 2017-09-08.